# Клениця
Клениця (пол. Klenica, нім. Kleinitz) — село в Польщі, у гміні Боядла Зеленогурського повіту Любуського воєводства.
Населення — 1154 особи (2011).
У 1975-1998 роках село належало до Зеленогурського воєводства.

## Демографія
Демографічна структура станом на 31 березня 2011 року:
|          | Загалом | Допрацездатний вік | Працездатний вік | Постпрацездатний вік |
| -------- | ------- | ------------------ | ---------------- | -------------------- |
| Чоловіки | 586     | 116                | 416              | 54                   |
| Жінки    | 568     | 115                | 331              | 122                  |
| Разом    | 1154    | 231                | 747              | 176                  |